# 特许厅 (韩国)
特许厅（：／ Teukheo-cheong */?），位于韩国大田广域市，是韓國專利及知识产权制度的管理机构。特許廳的前身特許局（특허국）成立于1949年5月，隶属韩国商工部。1977年3月，特許局改制為商工部的外廳，在行政上保持独立。2006年5月，特許廳改制成韩国政府机构首个自负盈亏的企业性机构:208。
特許廳是世界知识产权组织在全球普及在线国际专利电子申请系统的开发合作伙伴和亚洲地区专利信息运营与服务的机构。2006年3月15日，特許厅国际知识产权研修院被世界知识产权组织指定为首家正式研修机构。2014年，特許廳共收到43.4万份工业产权申请，其中专利申请数量超过了21万件，居全球第四位，申请平均周期为11个月；商标和外观设计申请量分别为15万件和6.5万件，分别位居世界第7位和第3位，审查平均周期为7.9个月。
20世纪90年代以来，特許廳为提高知识产权管理工作的现代化作了大量工作。1999年，特許廳建立了世界首个知识产权管理专门网络KIPOnet，并在2002年全面改进了知识产权服务网络，使全部审查过程都可以在线进行。2003年，韩国在线专利申请率达到了94.7%的世界最高水平，为韩国节约了4400亿韩圆的行政处理费用。2005年，韩国投资220亿韩圆建成第二代KIPOnet系统，提供24小时处理相关知识产权业务的服务，专利、商标的申请全过程、审核、批准和异议都可以在网上完成，使韩国在专利申请和处理电子化方面达到了世界领先水平。2007年7月1日，韩国进一步完善了专利网上申请系统，使个人发明人在不依靠专利代理人的情况下也能提交电子申请，并增设了电子支付功能:212。2012年，KIPOnet系统已经升级到了第三代。为方便偏远地区用户，2014年特許廳启用了远程视频听证系统。